# Borddug
En dug (borddug) er et stykke stof, som er beregnet til at ligge på et bord. Duge er aflange, rektangulær eller runde. Dugen kan være til pynt, beskyttelse og reflektor af lys.
Borddugen kan dels være så stor, at den dækker hele bordet og endda hænger ned ad siderne, dels være mindre som  en løber eller en lysedug.
Duge kan være af mange materialer og væveformer.